# Giải bóng đá hạng ba quốc gia Cộng hòa Síp 2003–04
Giải bóng đá hạng ba quốc gia Cộng hòa Síp 2003–04 là mùa giải thứ 33 của giải bóng đá hạng ba Cộng hòa Síp. APOP Kinyras giành danh hiệu đầu tiên.

## Thể thức thi đấu
Có 14 đội bóng tham gia Giải bóng đá hạng ba quốc gia Cộng hòa Síp 2003–04. Tất cả các đội thi đấu với nhau hai lần, một ở sân nhà và một ở sân khách. Đội bóng nhiều điểm nhất vào cuối mùa giải sẽ là đội vô địch. Ba đội đầu bảng sẽ lên chơi ở Giải bóng đá hạng nhì quốc gia Cộng hòa Síp 2004–05 và ba đội cuối bảng xuống chơi tại Giải bóng đá hạng tư quốc gia Cộng hòa Síp 2004–05.

### Hệ thống điểm
Các đội bóng nhận được 3 điểm cho một trận thắng, 1 điểm cho một trận hòa và 0 điểm cho một trận thua.

## Thay đổi so với mùa giải trước
Các đội bóng thăng hạng Giải bóng đá hạng nhì quốc gia Cộng hòa Síp 2003–04
- PAEEK FC
- Akritas Chlorakas
- Omonia Aradippou

Các đội bóng xuống hạng từ Giải bóng đá hạng nhì quốc gia Cộng hòa Síp 2002–03
- Chalkanoras Idaliou
- AEK/Achilleas Ayiou Theraponta
- Anagennisi Germasogeias

Các đội bóng thăng hạng từ Giải bóng đá hạng tư quốc gia Cộng hòa Síp 2002–03
- Orfeas Nicosia
- Ethnikos Latsion FC
- AEK Kythreas

Các đội bóng xuống hạng Giải bóng đá hạng tư quốc gia Cộng hòa Síp 2003–04
- Othellos Athienou
- Achyronas Liopetriou
- Elia Lythrodonta

Thêm vào đó, trước khi mùa giải bắt đầu, Kinyras Empas và APOP Peyia hợp nhất thành APOP Kinyras, thay thế vị trí của Kinyras Empas trong Giải bóng đá hạng ba quốc gia Cộng hòa Síp.

## Bảng xếp hạng
| Vị thứ | Đội bóng                       | St. | T. | H. | B. | BT. | BB. | HS. | Đ  | Ghi chú                                                                 |
| ------ | ------------------------------ | --- | -- | -- | -- | --- | --- | --- | -- | ----------------------------------------------------------------------- |
| 1      | APOP Kinyras                   | 26  | 19 | 3  | 4  | 51  | 22  | 29  | 60 | Vô địch-Thăng hạng Giải bóng đá hạng nhì quốc gia Cộng hòa Síp 2004–05. |
| 2      | MEAP Nisou                     | 26  | 18 | 2  | 6  | 68  | 24  | 44  | 56 | Thăng hạng Giải bóng đá hạng nhì quốc gia Cộng hòa Síp 2004–05.         |
| 3      | Chalkanoras Idaliou            | 26  | 15 | 4  | 7  | 56  | 27  | 29  | 49 | Thăng hạng Giải bóng đá hạng nhì quốc gia Cộng hòa Síp 2004–05.         |
| 4      | Orfeas Nicosia                 | 26  | 11 | 6  | 9  | 44  | 42  | 2   | 39 |                                                                         |
| 5      | AEZ Zakakiou                   | 26  | 11 | 5  | 10 | 37  | 33  | 4   | 38 |                                                                         |
| 6      | Elpida Xylofagou               | 26  | 9  | 7  | 10 | 34  | 34  | 0   | 34 |                                                                         |
| 7      | Adonis Idaliou                 | 26  | 10 | 4  | 12 | 45  | 46  | -1  | 34 |                                                                         |
| 8      | AEK Kythreas                   | 26  | 9  | 7  | 10 | 36  | 42  | -6  | 34 |                                                                         |
| 9      | AEK/Achilleas Ayiou Theraponta | 261 | 10 | 3  | 12 | 45  | 45  | 0   | 33 |                                                                         |
| 10     | Iraklis Gerolakkou             | 26  | 9  | 6  | 11 | 42  | 49  | -7  | 33 |                                                                         |
| 11     | AEM Mesogis                    | 26  | 8  | 8  | 10 | 42  | 49  | -7  | 32 |                                                                         |
| 12     | Ethnikos Latsion FC            | 26  | 7  | 10 | 9  | 38  | 45  | -7  | 31 | Xuống hạng Giải bóng đá hạng tư quốc gia Cộng hòa Síp 2004–05.          |
| 13     | Anagennisi Germasogeias        | 26  | 5  | 5  | 16 | 34  | 53  | -19 | 20 | Xuống hạng Giải bóng đá hạng tư quốc gia Cộng hòa Síp 2004–05.          |
| 14     | Sourouklis Troullon            | 261 | 4  | 2  | 19 | 20  | 81  | -61 | 14 | Xuống hạng Giải bóng đá hạng tư quốc gia Cộng hòa Síp 2004–05.          |

Hệ thống điểm: Thắng=3 điểm, Hòa=1 điểm, Thua=0 điểm
Luật xếp hạng: 1) Điểm, 2) Hiệu số, 3) Bàn thắng

1Trận đấu Sourouklis-AEK/Achilleas bị hủy bỏ với tỉ số 2-1 ở phút 80 sau một cuộc chiến nổ ra giữa các cầu thủ; trận đấu bị hủy bỏ mà không đội nào được điểm khi CFA xem xét lỗi của cả hai câu lạc bộ.

## Kết quả
| ↓Home / Away→ | DNA | AEZ | AEK | ACH | AEM | ANG | APK | ETL | ELP | IRK | MPN | ORF | SRK | CHL |
| ------------- | --- | --- | --- | --- | --- | --- | --- | --- | --- | --- | --- | --- | --- | --- |
| Adonis        |     | 2-0 | 3-0 | 3-2 | 3-0 | 4-2 | 1-2 | 2-2 | 0-0 | 2-2 | 3-4 | 2-1 | 2-1 | 4-3 |
| AEZ           | 0-1 |     | 1-0 | 2-2 | 2-1 | 4-1 | 0-1 | 2-0 | 0-1 | 2-1 | 1-0 | 0-0 | 4-1 | 0-0 |
| AEK Kythreas  | 3-1 | 4-2 |     | 1-0 | 1-1 | 1-0 | 0-1 | 4-1 | 2-2 | 3-3 | 0-4 | 4-2 | 2-1 | 1-2 |
| AEK/Achilleas | 2-1 | 1-0 | 1-3 |     | 3-1 | 4-2 | 0-2 | 3-1 | 3-0 | 0-1 | 2-4 | 3-2 | 4-0 | 2-1 |
| AEM           | 3-5 | 1-4 | 2-2 | 2-1 |     | 1-4 | 0-3 | 2-2 | 2-1 | 5-2 | 2-1 | 3-2 | 1-1 | 1-0 |
| Anagennisi    | 1-0 | 1-2 | 0-0 | 1-3 | 0-0 |     | 2-2 | 1-1 | 1-2 | 1-3 | 1-2 | 2-3 | 5-0 | 0-4 |
| APOP Kinyras  | 2-1 | 3-1 | 4-0 | 4-1 | 0-0 | 2-0 |     | 0-1 | 3-1 | 1-0 | 1-0 | 2-0 | 3-0 | 0-2 |
| Ethnikos      | 1-1 | 2-1 | 1-1 | 2-2 | 0-0 | 1-3 | 0-4 |     | 3-2 | 1-0 | 0-2 | 1-1 | 9-1 | 1-0 |
| Elpida        | 2-0 | 0-0 | 0-0 | 1-1 | 3-2 | 2-0 | 0-1 | 4-2 |     | 1-0 | 0-2 | 0-2 | 3-0 | 2-2 |
| Iraklis       | 1-0 | 1-1 | 2-1 | 4-3 | 2-5 | 3-2 | 3-3 | 1-2 | 1-3 |     | 1-4 | 2-2 | 6-1 | 0-0 |
| MEAP          | 3-1 | 4-0 | 2-0 | 2-0 | 1-1 | 3-0 | 3-2 | 3-0 | 2-2 | 3-0 |     | 5-0 | 7-0 | 2-3 |
| Orfeas        | 3-1 | 2-1 | 1-0 | 2-1 | 2-1 | 1-1 | 2-3 | 2-2 | 2-1 | 1-2 | 2-0 |     | 5-0 | 2-1 |
| Sourouklis    | 3-2 | 1-3 | 0-3 | -   | 2-4 | 1-2 | 0-2 | 2-2 | 1-0 | 2-0 | 0-4 | 2-0 |     | 0-6 |
| Chalkanoras   | 3-0 | 2-4 | 5-0 | 3-1 | 2-1 | 4-1 | 4-0 | 1-0 | 2-1 | 0-1 | 2-1 | 2-2 | 2-0 |     |

1The match between Sourouklis and AEK/Achilleas was abandoned in the 80th minute at 2–1, after a fight broke out between the players; game was decided to be void with neither side awarded any points as the CFA considered the abandonment the fault of both clubs.